# Aron Eisenberg
Aron Eisenberg (Hollywood, 6 de janeiro de 1969 – 21 de setembro de 2019) foi um ator norte-americano. Era conhecido por seu papel como Nog, um ferengi filho de Rom, do seriado Star Trek: Deep Space Nine.

## Início de vida
Eisenberg nasceu em uma família judia e com apenas um rim funcionando, recebendo seu primeiro transplante renal aos 17 anos. Isto limitou seu crescimento a 1,52 m.

## Carreira
Eisenberg apareceu em diversos programas de TV, incluindo Tales from the Crypt, Amityville: The Evil Escapes, Parker Lewis Can't Lose, The Wonder Years e General Hospital. Ele estrelou "Motherly Love", episódio de Brotherly Love. Eisenberg teve um papel de ator convidado na série de TV dos anos 90 The Secret World of Alex Mack, na qual ele interpretou o personagem Jerry. Ele também participou de filmes como The Liars' Club, Puppet Master, Streets e House 3.
Eisenberg estrelou como Nog, um ferengi, durante todas as setes temporadas de Star Trek: Deep Space Nine. Embora pedissem para que ele aparecesse com maquiagem pesada, fez uma aparição sem maquiagem no episódio "Far Beyond the Stars". Mais tarde, ele atuou como o jovem e inexperiente Kazon Kar em "Initiations", um episódio (S2 E2) de Star Trek: Voyager. Eisenberg também atuou no palco em produções como The Indian Wants the Bronx, On Borrowed Time e Minor Demons. Fez ocasionalmente direções em teatros, como na produção de 1997 de On Borrowed Time e na produção de 1998 de The Business of Murder no Conejo Players Theater.

## Vida pessoal e morte
Eisenberg trabalhou como fotógrafo profissional, iniciando sua própria galeria pouco antes de 2013. Em agosto de 2015, Eisenberg foi novamente diagnosticado com insuficiência renal. Em 29 de dezembro de 2015, recebeu um transplante renal bem-sucedido. Em 28 de dezembro de 2018, Eisenberg se casou com Malíssa Longo.
Eisenberg morreu em 21 de setembro de 2019 aos 50 anos.